# Павук-стрибун
Павук-стрибун (Salticus) — рід павуків родини павуків-стрибунів (Salticidae). Включає 48 видів.

## Опис
Види роду Salticus позначені чорно-білим строкатим візерунком з деякими поперечними смугами. Дорослі самці мають сильно розвинені хеліцери, на які спираються однаково довгі й тонкі педіпальпи. Самиці сягають від 3,5 до 7 міліметрів завдовжки; самці не перевищують 5 міліметрів.

## Поширення
Рід поширений на всіх материках, крім Антарктиди. Вид Salticus mutabilis трапляється на всіх континентах, крім Австралії, а S. scenicus, є широко поширеним голарктичним видом, пов'язаним з людськими житлами. Більшість інших видів Salticus мають обмежене поширення. Двома районами з високим різноманіттям видів є південно-західна частина Сполучених Штатів і Середземномор'я.

## Спосіб життя
Як і більшість Salticidae, представники роду віддають перевагу відкритим, сонячним місцям існування. Їх часто можна знайти на вертикальних поверхнях, включаючи штучні конструкції, такі як стіни та паркани, або природні, такі як стовбури дерев. Живлять різними комахами. Одне дослідження зафіксувало, що двокрилі становлять 70% здобичі. Було помічено, що види Salticus полюють на комах, у кілька разів перевищуючих розмір тіла.

## Види
Список видів, згідно з World Spider Catalog
- Salticus afghanicus Logunov & Zamanpoore, 2005
- Salticus aiderensis Logunov & Rakov, 1998
- Salticus alegranzaensis Wunderlich, 1995
- Salticus annulatus (Giebel, 1870)
- Salticus austinensis Gertsch, 1936
- Salticus beneficus (O. Pickard-Cambridge, 1885)
- Salticus bonaerensis Holmberg, 1876
- Salticus brasiliensis Lucas, 1833
- Salticus canariensis Wunderlich, 1987
- Salticus cingulatus (Panzer, 1797)
- Salticus confusus Lucas, 1846
- Salticus conjonctus (Simon, 1868)
- Salticus coronatus (Camboué, 1887)
- Salticus devotus (O. Pickard-Cambridge, 1885)
- Salticus dzhungaricus Logunov, 1992
- Salticus falcarius (Hentz, 1846)
- Salticus flavicruris (Rainbow, 1897)
- Salticus gomerensis Wunderlich, 1987
- Salticus insperatus Logunov, 2009
- Salticus iteacus Metzner, 1999
- Salticus jugularis Simon, 1900
- Salticus karakumensis Logunov & Ponomarev, 2020
- Salticus kraali (Thorell, 1878)
- Salticus latidentatus Roewer, 1951
- Salticus lucasi Zamani, Hosseini & Moradmand, 2020
- Salticus major (Simon, 1868)
- Salticus mandibularis (Simon, 1868)
- Salticus meticulosus Lucas, 1846
- Salticus modicus (Simon, 1875)
- Salticus mutabilis Lucas, 1846
- Salticus noordami Metzner, 1999
- Salticus olivaceus (L. Koch, 1867)
- Salticus palpalis (Banks, 1904)
- Salticus paludivagus Lucas, 1846
- Salticus peckhamae (Cockerell, 1897)
- Salticus perogaster (Thorell, 1881)
- Salticus propinquus Lucas, 1846
- Salticus proszynskii Logunov, 1992
- Salticus quagga Miller, 1971
- Salticus ravus (Bösenberg, 1895)
- Salticus ressli Logunov, 2015
- Salticus scenicus (Clerck, 1757) (type species)
- Salticus scitulus (Simon, 1868)
- Salticus tricinctus (C. L. Koch, 1846)
- Salticus truncatus Simon, 1937
- Salticus turkmenicus Logunov & Rakov, 1998
- Salticus unciger (Simon, 1868)
- Salticus unicolor (Simon, 1868)
- Salticus zebraneus (C. L. Koch, 1837)